# 14. marec
14. marec je 73. dan leta (74. v prestopnih letih) v gregorijanskem koledarju. Ostaja še 292 dni.

## Dogodki
- 1590 – hugenoti pod poveljstvom Henrika Navarskega v bitki pri Ivryju porazijo sile katoliške lige
- 1903 – ameriški senat potrdi pogodbo za dograditev Panamskega prekopa
- 1905 – v Londonu ustanovljen nogometni klub FC Chelsea
- 1918 – vseruski kongres sovjetov ratificira mirovni sporazum s centralnimi silami
- 1931 – v Indiji izide prvi zvočni film, imenovan Alam Ara
- 1937 – papež Pij XI. v encikliki Mit brennender Sorge obsodi cerkveno in rasistično politiko nacistične Nemčije
- 1938 – odkritje okostja mamuta v Nevljah
- 1939 – Slovaška razglasi neodvisnost
- 1943 – Japonska vrne Kitajski zasežena ozemlja
- 1944 – zavezniško letalstvo bombardira Rim
- 2015 – Žan Košir osvoji veliki kristalni globus za skupno zmago v deskanju na snegu.

## Rojstva
- 1054 – Judita Švabska, ogrska kraljica in poljska vojvodinja  († 1105 ?)
- 1271 – Štefan I., vojvoda Spodnje Bavarske († 1310)
- 1681 – Georg Philipp Telemann, nemški skladatelj († 1767)
- 1804 – Johann Strauss starejši, avstrijski violinist, dirigent, skladatelj († 1849)
- 1844 – Umberto I., italijanski kralj († 1900)
- 1847 – Antônio de Castro Alves, brazilski pesnik († 1871)
- 1853 – Ferdinand Hodler, švicarski slikar († 1918)
- 1854 – Paul Ehrlich, nemški bakteriolog, nobelovec 1908 († 1915)
- 1875 – Fran Jesenko, slovenski botanik († 1932)
- 1879 – Albert Einstein, švicarsko-ameriški fizik, matematik, nobelovec 1921 († 1955)
- 1882 – Wacław Franciszek Sierpiński, poljski matematik († 1969)
- 1887 – Sylvia Beach, ameriška knjigarnarka († 1962)
- 1908 – Maurice Merleau-Ponty, francoski filozof († 1961)
- 1923 – Diane Arbus, ameriška fotografinja († 1971)
- 1933 – Maurice Joseph Micklewhite - Michael Caine, angleški filmski igralec
- 1941 – Wolfgang Petersen, nemški režiser
- 1946 – Wesley Sissel »Wes« Unseld, ameriški košarkar
- 1948 – Billy Crystal, ameriški komik, igralec in režiser
- 1958 – Albert II. Grimaldi, monaški knez
- 1979 – Nicolas Anelka, francoski nogometaš

## Smrti
- 1009 – sveti Bruno Kverfurtski - sveti Bonifacij Kverfurtski, nemški misijonar (* okoli 974)
- 1105 – Judita Švabska, ogrska kraljica in poljska vojvodinja  (* 1054)
- 1230 – Pietro Ziani, 42. beneški dož (* 1153)
- 1298 – Peter Olivi, francoski menih, teolog in filozof (* 1248)
- 1361 – Eysteinn Ásgrímsson, islandski menih, pesnik (* 1310)
- 1410 – Spinello Aretino, italijanski slikar (* okoli 1346)
- 1628 – Jacob Izaaksoon van Ruysdael, nizozemski slikar (* okoli 1628 ali 1629)
- 1801 – Ignacy Krasicki, poljski pesnik (* 1735)
- 1803 – Friedrich Gottlieb Klopstock, nemški pesnik(* 1724)
- 1853 – Julius Jacob von Haynau, avstrijski general (* 1786)
- 1858 – Rihard grof Blagaj, slovenski botanik in mecen (* 1786)
- 1870 – Anton Karinger, slovenski slikar (* 1829)
- 1883 – Karl Marx, nemški politični filozof in ekonomist (* 1818)
- 1932 – George Eastman, ameriški izumitelj (* 1854)
- 1953 – Klement Gottwald, češkoslovaški politik in predsednik (* 1896)
- 1965 – Stanko Premrl, slovenski skladatelj (* 1880)
- 1995 – William Alfred Fowler, ameriški fizik, astrofizik, nobelovec 1983 (* 1911)
- 2018 – Stephen Hawking, angleški fizik, astrofizik, matematik in kozmolog (* 1942)

## Prazniki in obredi
- ljubitelji števila pi praznujejo Pi dan (14. marec je v angleškem zapisu 3.14)